# Полин альпійський
{{#ifeq:0|0|{{#if:|{{#if:Artemisiaumbelliformis|[[]}}|}}}}
Полин альпійський (Artemisia umbelliformis) — багаторічна рослина роду Полин з родини айстрових. Інші назви «білий женепі», срібна або справжня рута.

## Опис
Це багаторічна рослина заввишки 6 — 12 см, максимум 20 см. Надземна частина злегка вигнута з висхідними гілками. Є дерев'яними біля основи, бруньки розміщені на висоті від землі від 2 до 20 см. Трав'янисті частини щорічно сохнуть, живими залишаються лише деревні частини. Стебла повністю волосисті і шовковисті. Пагони сланкі, рідко розгалужені.
Коріння є вторинними для коренеплоду. Листя переважно прикореневі і з черешком, мають томентозу. Нижнє листя має 2-3 пеннатосет, зазвичай головна вісь ділиться на 5 частин. Черешок біля основи позбавлений орекхієт. Розмір лациній прикореневих листків завширшки 1 мм; завдовжки 6 — 9 мм. Довжина черешка листя 5 — 9 мм.
Суцвіття кінцеве і складається з невеликих квітконосних квіткових головок (верхні — сидячі), трохи маятнисті і розташовані одна від одної, пухке суцвіття з 10 — 15 квіток (інколи — 25—50). Квіткові головки розташовані з боків, на верхівці суцвіття збираються у щільні клубочки. Розмір квіткових головок менше 6 мм. Довжина плодоніжки 2 — 8 мм.
Квітки актиноморфні, утворені чотирма частинами: чашечка — віночок — андроцей — гінецей. Пелюсток нараховується 5, мають золотаво-жовтуватий колір. Андроцей має 5 тичинок. Гінецей має 2 плодолистки.
Час цвітіння — з липня по вересень, запилюється вітром. Насіння, які дозрівають восени, можуть поширюватися з потоками повітря на невеликі відстані.
Плід — сухий, сім'янка дрібна, довгаста, стискається з боків, має буре забарвлення. Листя і квіти мають приємний запашний запах.
Рослина неотруйна, але містить потенційно небезпечне речовину — туйон, який у високих дозах може викликати судоми
У природному середовищі життєвий цикл рослини триває близько 10 років, але в культурі воно живе не довше 5, досягаючи зрілості вже на 2 році життя.

## Розповсюдження
Поширено в субальпійській і альпійській зонах Альп. В Іспанії відомо кілька її географічних місць в Піренеях, Сьєрра-Неваді і Кантабрійських горах.
Росте на кам'янистих схилах, в тріщинах скель, зустрічається на висотах від 1300 до 3700 м над рівнем моря поруч з альпійською білоткою. Воліє до вапняних ґрунтів. В Італії та Швейцарії цю рослину збирати заборонено, у Франції, Австрії та Німеччині — лише в окремих місцях та періодах.

## Застосування
У народній медицині застосовується проти гарячки, пневмонії та плевриту, проносу. Також, використовується для ароматизації напоїв і деяких страв.
У кулінарії може використовуватися як приправа, як і полин звичайний, в тих же кількостях. Є одним з головних компонентів альпійського лікеру Женепі та вермуту.